# Carnival Ecstasy (schip, 1991)
De Carnival Ecstasy is een cruiseschip van Carnival Cruise Lines en komt uit de Fantasy-klasse bestaande uit Fantasy, Sensation, Sensation, Imagination, Inspiration, Elation en Paradise. Het schip werd in de vaart genomen in 1991. Het schip zal van haar originele thuishaven New Orleans naar Canaveral, Florida verhuizen, en samen met 2 zusterschepen, Sensation en Dream varen. De Elation zal het schip vervangen in New Orleans.

## Geschiedenis
In 1998 leed het schip zware schade nadat de wasruimte in de achterkant van het schip in brand vloog. Er was veel schade aan haar achtersteven.
Na de orkaan Katrina heeft het schip zes maanden in New Orleans stilgelegen.
Op 1 juli 2007 sprong David Ritcheson, het slachtoffer van de 22 april 2006 uit Harris County, Texas, van de Ecstasy en stierf in het water.

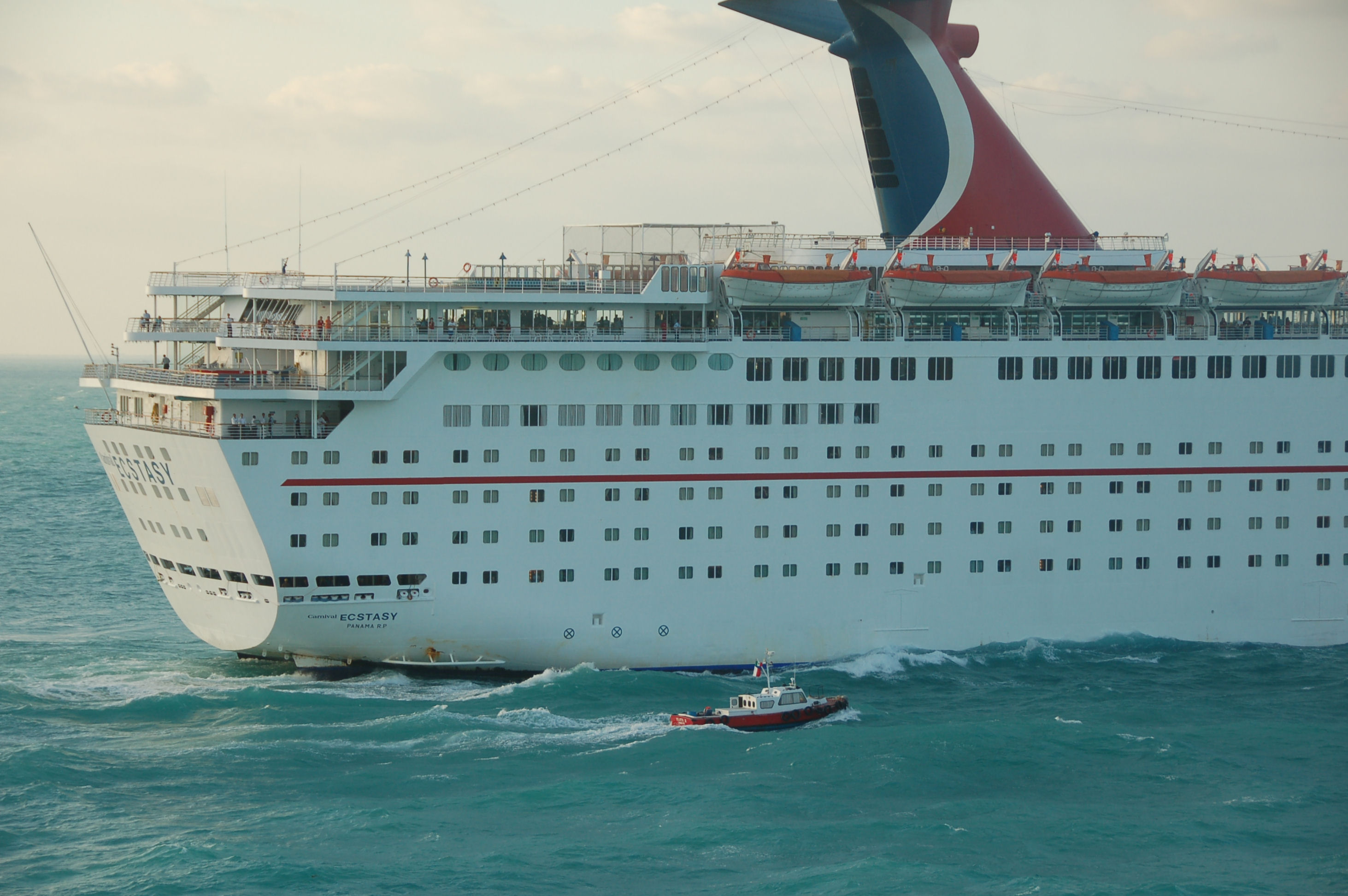
Achterkant van Carnival Ecstasy

## Brand
In de namiddag van 20 juli 1998, vertrok de Ecstasy uit Miami, Florida, op weg naar Key West met aan boord 2.565 passagiers en 916 bemanningsleden, toen er een brand uitbrak in de wasruimte van het schip. Het vuur plantte zich voort in de ventilatiebuizen naar het Aft Mooring Deck, waar nadien veel rook ontstond. Omdat het schip een poging deed om de kust van Miami te bereiken, verloor het haar voortstuwingsvermogen en werd stuurloos. Het schip dreef zonder enige besturing weg. De kapitein van het schip zond vervolgens een radiobericht, in de hoop hulp te krijgen. In totaal antwoordden 6 sleepboten op het bericht en probeerden samen met de bemanning de brand te stoppen. Uiteindelijk kreeg men het vuur onder controle, door de hulp van enkele brandweermannen aan boord. 14 bemanningsleden en 8 passagiers hadden enkele brandwonden opgelopen. Carnival Cruise Lines maakte bekend dat er 17 miljoen dollar nodig was om de schade op het schip te herstellen. De passagiers die bij het ongeval betrokken waren, kregen hun geld terugbetaald en kregen een gelijkaardige cruise aangeboden.

## Schip bijna gekapseisd
Op 21 april 2010, ongeveer om tien voor een 's morgens, moest de Ecstasy een ommekeer maken om een obstakel in het water te vermijden. Door de grote draai kantelde het schip zeker 12 graden naar één kant. Een passagier vertelde wat er gebeurde op het schip. "Plotseling begon het schip te schudden, het schudde en schudde en schudde maar en dat was het moment dat de borden van de tafels vielen. Het was een rommeltje, want het leek echter op een voedselgevecht. Dat was het moment dat iedereen probeerde te vluchten naar buiten. We dachten echt dat we gingen sterven. Het schip leek echt te gaan kapseizen. Ze moesten alle winkels beneden in het schip sluiten, want glas vloog in kleine stukjes door de lucht en beschadigden de ruiten aan de buitenkant van de Liquor Store. Mensen kropen over elkaar heen en schreeuwden in het rond, het was gewoonweg vreselijk! Uiteindelijk moesten we over de kant van de reling gaan hangen, en wie dat niet deed, gleed zo terug het restaurant in!" Carnival Cruise Lines maakt duidelijk dat er 60 passagiers lichtgewond raakten, doordat het schip ongeveer 12 graden was gekanteld. Een andere passagier vertelde dat hij de helft van het water in het zwembad op het bovendek uit het zwembad zag lopen, en dat kon alleen als het schip 25 tot 30 graden zou kantelen.

## Evolution of fun
Ook op dit schip werd het renoveringsprogramma toegepast, net zoals op alle Fantasy-schepen. Nadat men het ongeluk met Orkaan Kathrina had verholpen, ging het schip in het droogdok. Daar kreeg het grote veranderingen, zowel renovaties als nieuwe dingen. Er werd onder andere een minigolfbaan aangelegd, meerdere faciliteiten voor kinderen en zelfs de kajuiten werden grondig veranderd. Ook de Gift Shop, het panoramische Bar & Grill en het Lido Restaurant werden vernieuwd. In 2009 waren alle renovaties uitgevoerd en kon het schip terug in de vaart genomen worden.